# كينجي ياماموتو (ملحن ياباني)
كينجي ياماموتو (باليابانية: 山本健誌؛ بالكانا: やまもと けんじ) هو ملحن ياباني، ولد في 25 أبريل 1964 في اليابان.

## وصلات خارجية
- كينجي ياماموتو على موقع IMDb (الإنجليزية)
- كينجي ياماموتو على موقع ميوزك برينز (الإنجليزية)
- كينجي ياماموتو على موقع ديسكوغز (الإنجليزية)